# Karl Aas
Karl Jan Aas (Trondheim, Sør-Trøndelag, 25 d'agost de 1899 – Trondheim, 1 de setembre de 1943) va ser un gimnasta artístic noruec que va competir a començaments del segle xx.
El 1920 va prendre part en els Jocs Olímpics d'Anvers, on va guanyar la medalla de plata en el concurs per equips, sistema lliure del programa de gimnàstica.